# Bommen 7

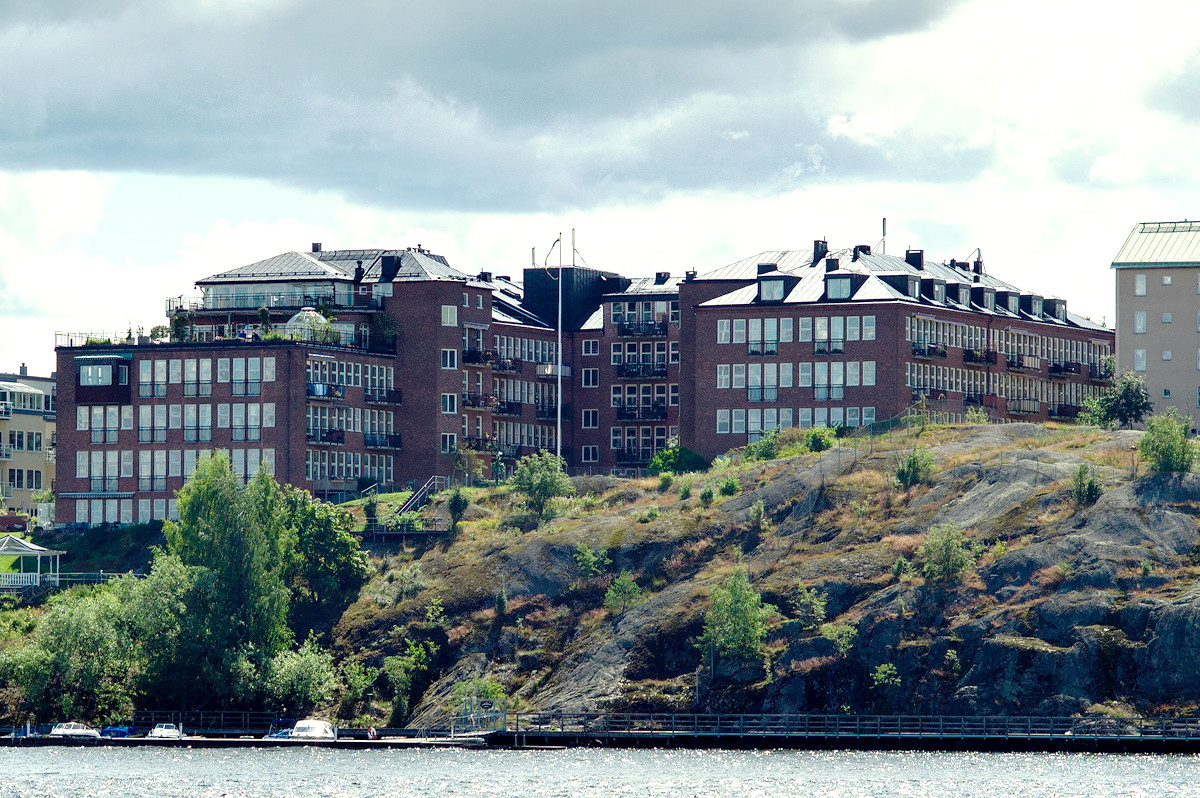
Byggnadskomplexet 2012.

Bommen 7 är en tidigare industribyggnad i kvarteret Bommen i stadsdelen Gröndal, Stockholm med adress Sjöbjörnsvägen 62-68. Fastigheten detaljplaneändrades 1997 från kontors- till bostadsändamål och byggdes sedan om för bostadsrättsföreningen Sjöfortet.

## Gyllings tid

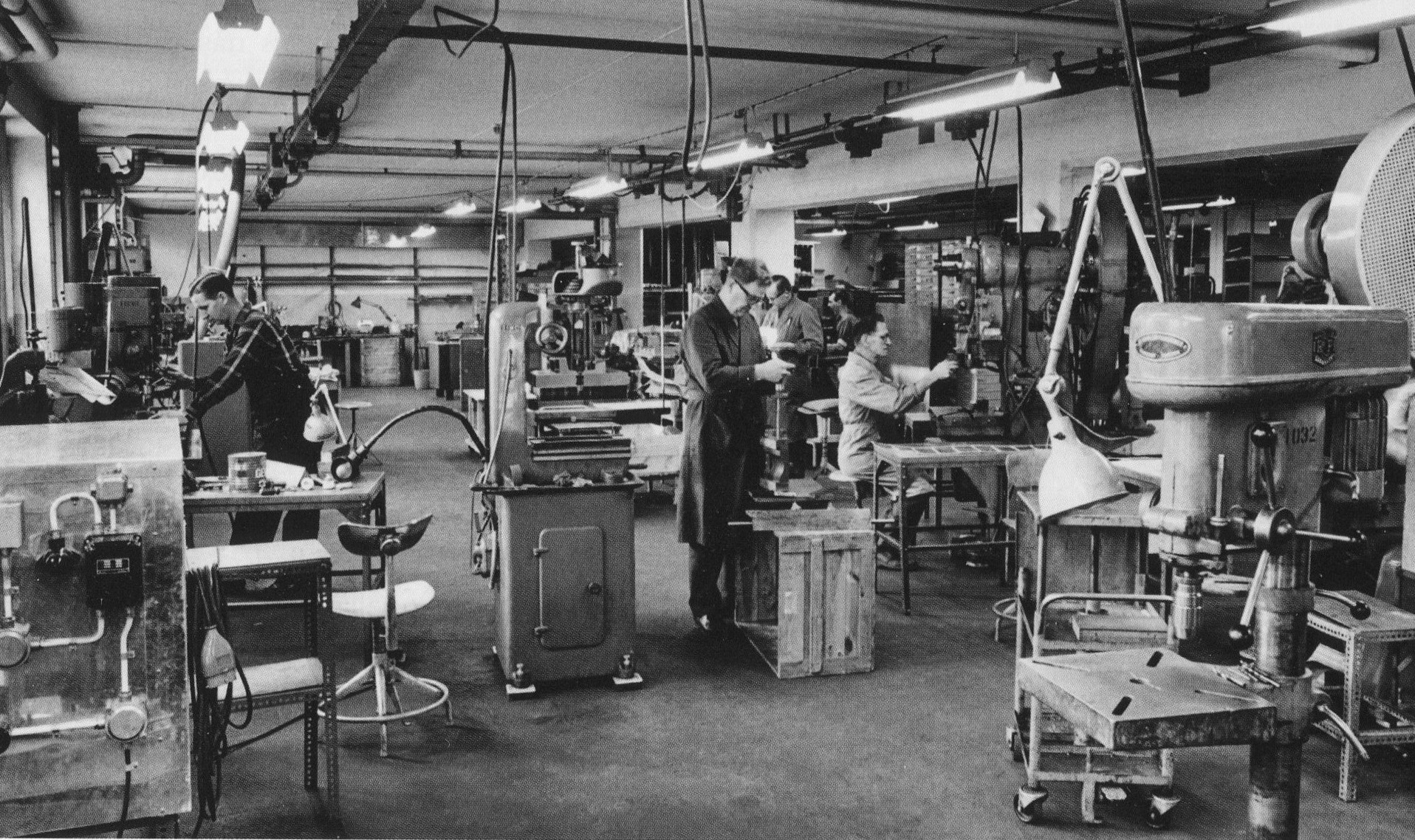
Gyllings fabrik i Gröndal, 1960-tal.

Byggnaden uppfördes 1946-47 i kvarteret Bommen intill Mälaren för Elektriska AB Georg Schönander, som bland annat tillverkade röntgenapparater. Till arkitekt anlitades Gustaf Mattsson och byggmästare var Olle Engkvist. Mattsson ritade ett mäktigt "U"-format byggnadskomplex i fyra våningar och rött tegel. Byggnadens "U"-form bildar en innergård som öppnar sig med vidsträckt utsikt över Mälaren och Lilla Essingen. En två våningar hög portik förbinder innergården mot syd med Sjöbjörnsvägen. 
När företaget Gylling & Co sökte större lokaler för monteringen av radio- och TV-apparater 1957 var fastigheten till salu för sex miljoner kronor. Här fanns 13 000 m² fabrikslokaler som passade Gylling perfekt och flytten genomfördes 1958. För de nödvändiga ombyggnadsarbetena svarade arkitekt Börje Wehlin. I fabriken arbetade som mest 700 personer. 1968 flyttade Gylling & Co från Gröndal till Ulvsunda industriområde.

## Fastighetens vidare öden
Fastigheten Bommen 7 köptes av Kooperativa Förbundet för 14,5 miljoner kronor från Gylling & Co och lät byggda om den till kontors-, laboratorie- samt utställningslokaler för KF. Ändringen ritades av KFAI som var KF:s eget arkitektkontor. Ansvarig arkitekt på KFAI var Claes Tottie.
År 1997 förvärvade SSM Fastigheter byggnaden från Stadsgårdens fastighets AB och önskade inrätta 100-110 lägenheter i huset. I februari 1998 fastställdes en ny detaljplan som medgav bostadsändamål samt mindre kontor och handel. 1998-99 renoverades byggnaden och omvandlades till ett bostadshus med 109 bostadsrättslägenheter efter ritningar av arkitektföretaget FFNS. Bland annat försågs huset med balkonger, nya fönsterdörrar samt nya takkupor.

## Bilder, Sjöfortet / Bommen 7

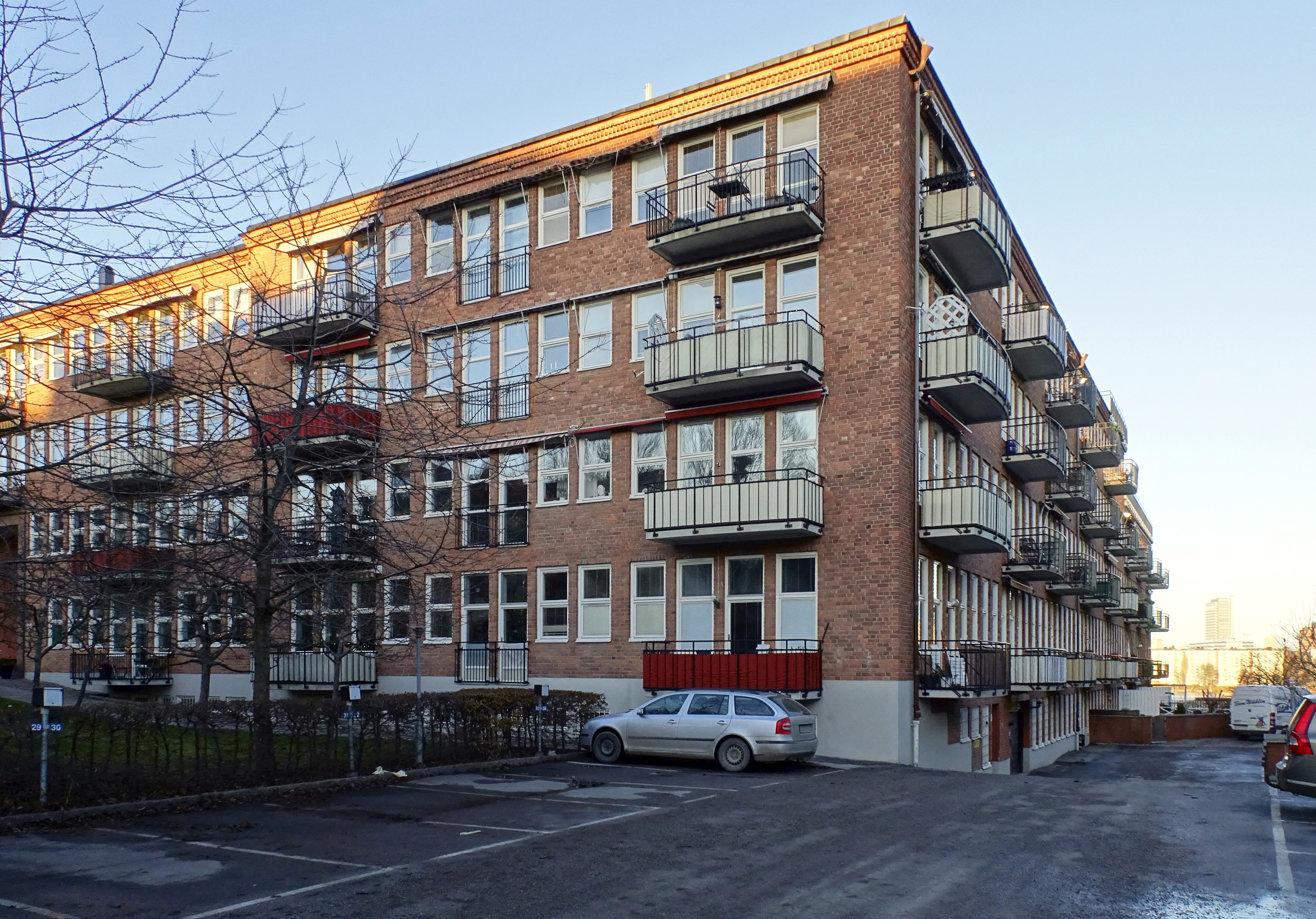
Vy från Sjöbjörnsvägen
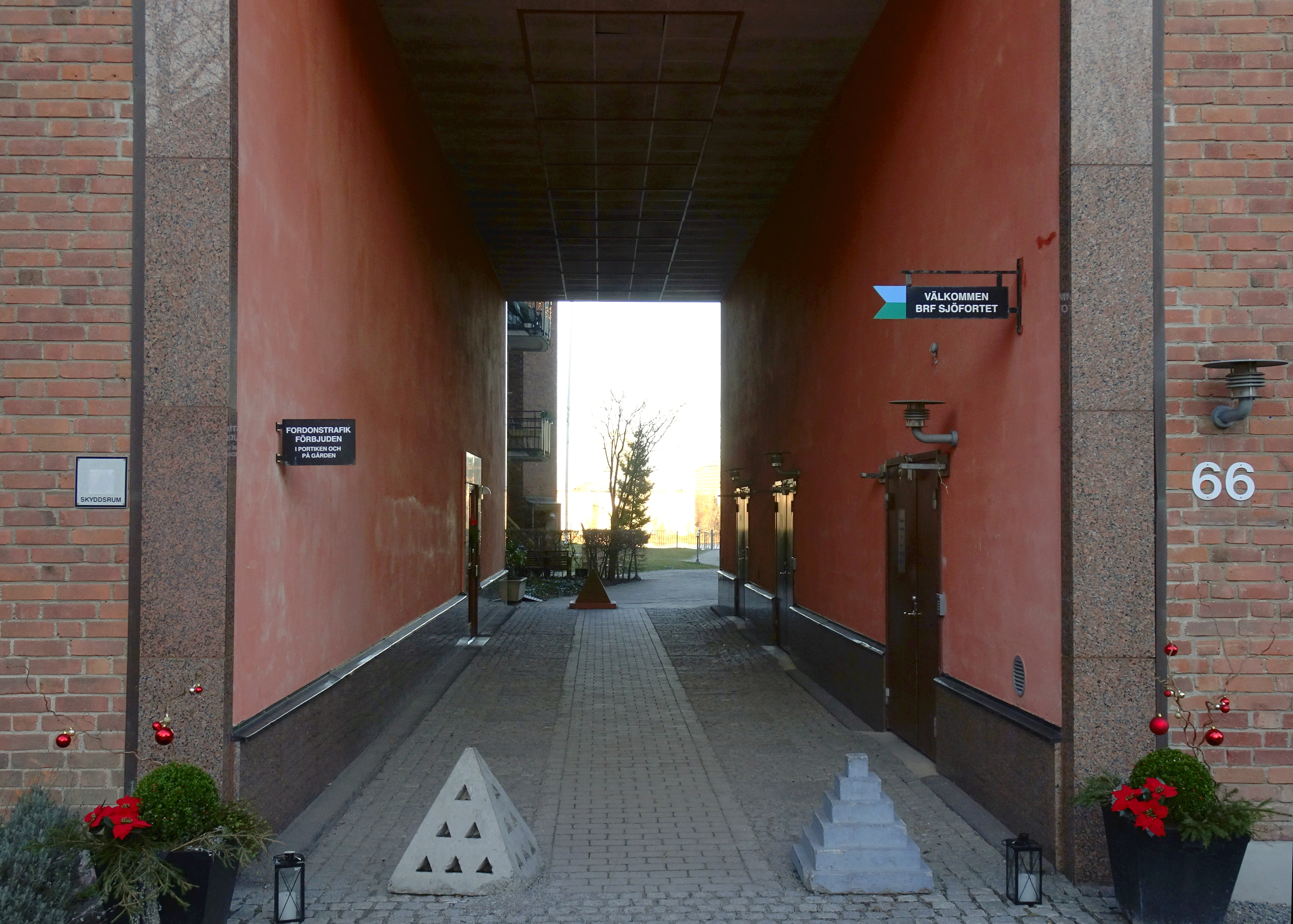
Portiken, vy mot norr
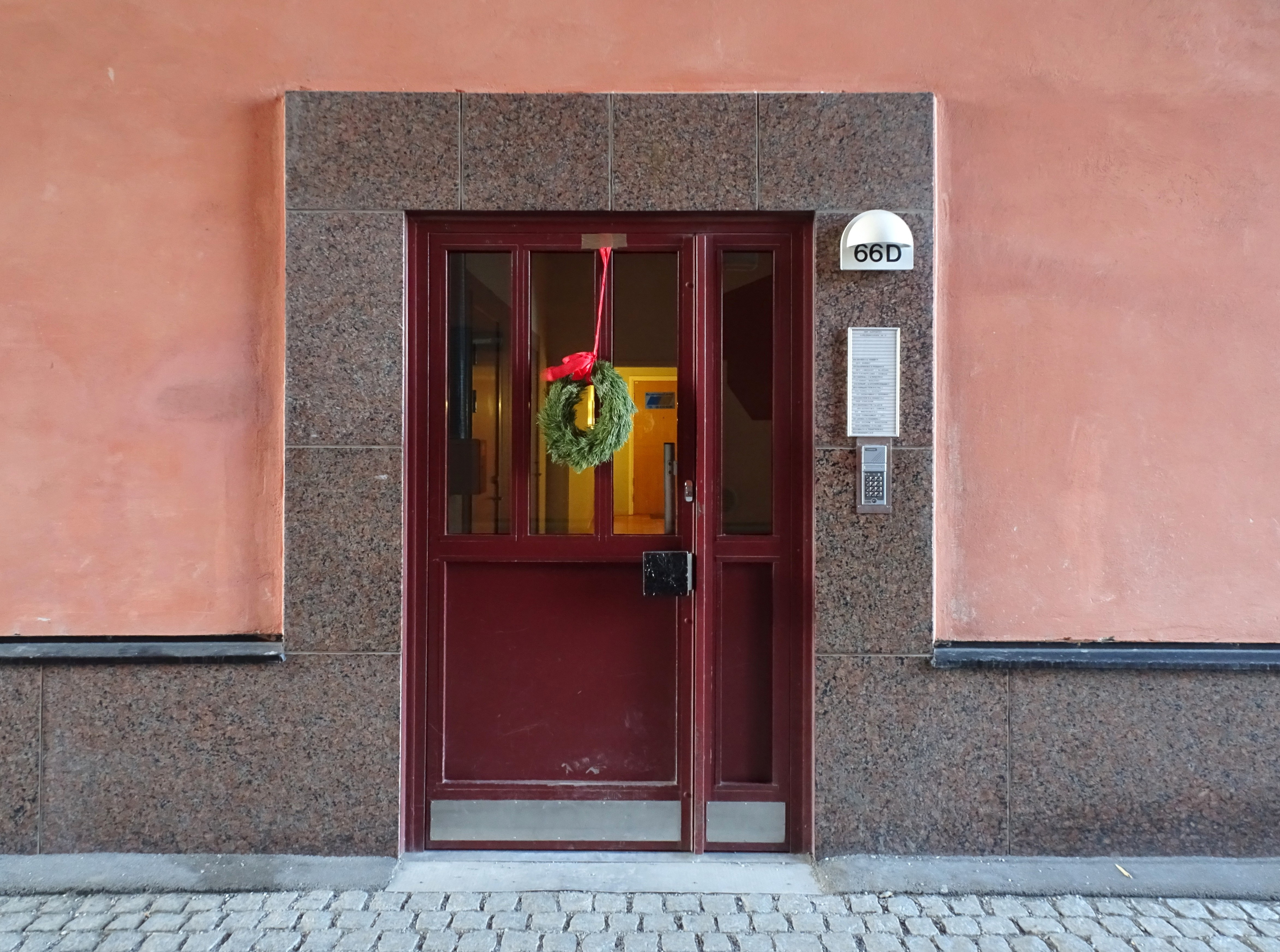
Entréport
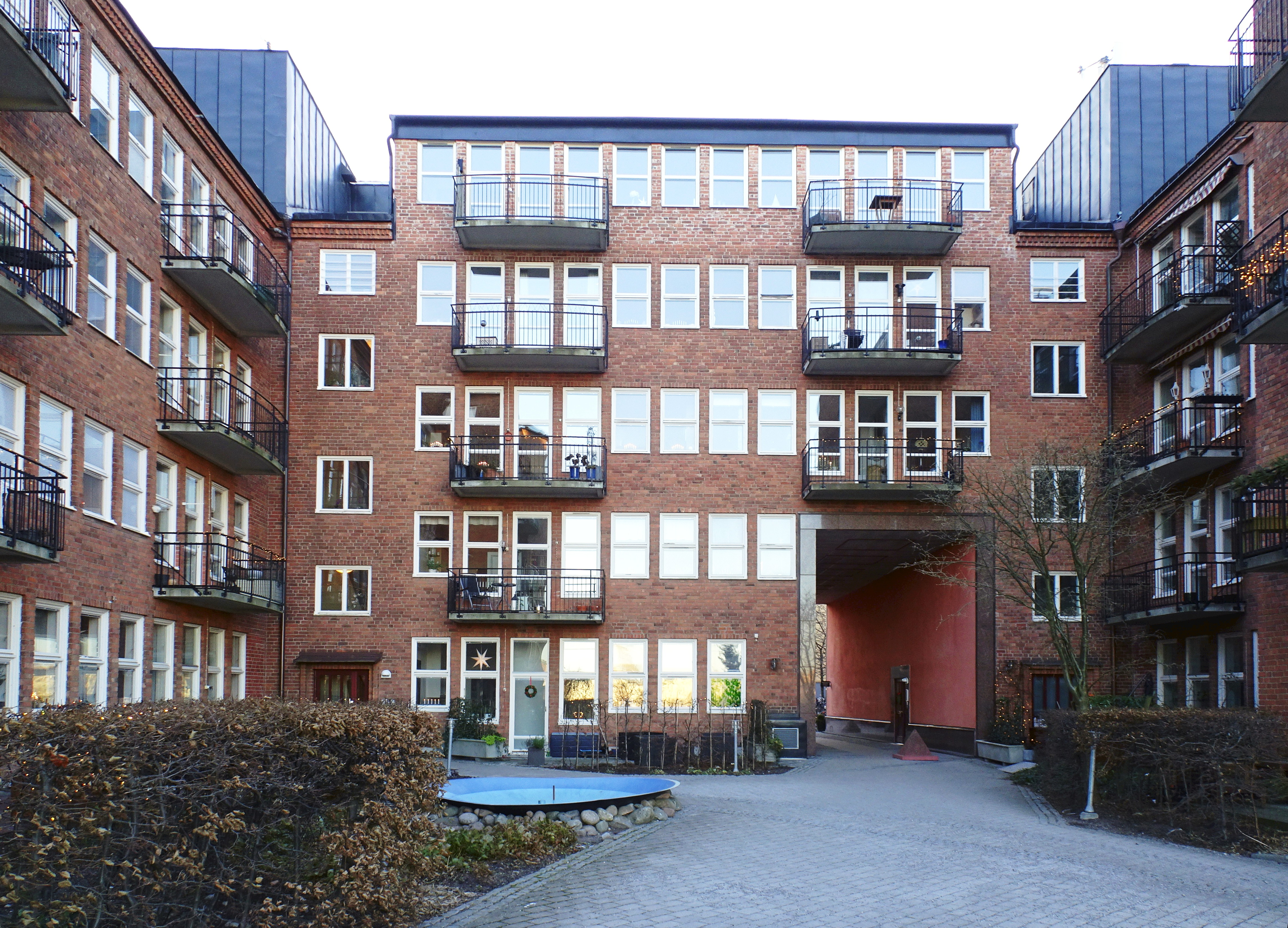
Innergården